# Josip Elez
Josip Elez (Split, 25. travnja 1994.) je hrvatski nogometaš koji trenutačno igra na poziciji stopera. Trenutačno je bez kluba.

## Klupska karijera
Prve nogometne korake je napravio u Solinu, a s 15 godina se seli u omladinski pogon Hajduka gdje se naposlijetku probija u prvu momčad te uspijeva skupiti ukupno tri nastupa u prvenstvu.
U srpnju 2013. godine odlazi u Lazio za odštetu od 400.000 €. Tamo nije bio u planovima za prvu momčad te sezonu 2014./15. provodi na posudbama u Grossetu i Honvédu. Sljedeću sezonu također provodi na posudbi, ovaj put u danskom AGF-u gdje je standardno igrao, skupivši 29 nastupa uz dva pogotka u svim natjecanjima. Danski klub ga je htio otkupiti, ali se nisu mogli dogovoriti s Laziom oko odštete. U lipnju 2016. godine, Elez je poslan na još jednu posudbu, ovaj put u Rijeku uz opciju otkupa ugovora. U šampionskoj sezoni Rijeke je bio jedan od ključnih igrača s 40 nastupa u svim natjecanjima uz dva pogotka. Oba ta pogotka je postigao svom klubu iz djetinjstva, Hajduku, u 15. kolu 1. HNL u pobjedi od 2:1. Na kraju sezone, Rijeka je objavila da je iskoristila opciju otkupa ugovora te je Elez potpisao četverogodišnji ugovor. Međutim, već nakon pola godine, Elez je promjenio sredinu, početkom 2018. godine prelazi u Hannover 96, na polugodišnju posudbu uz obvezu otkupa ugovora. Transfer je iznosio tri milijuna €.
U ljeto 2021. godine se vraća u Hajduk s kojim potpisuje ugovor na četiri godine. Prvijenac za Hajduk postiže u utakmici protiv svog bivšeg kluba, Rijeke, koja je slavila na Poljudu s 1:2. Drugi gol sezone je zabio u utakmici protiv Šibenika u 30. kolu, pogodivši glavom iz kornera za konačan rezultat od 2:1. Na kraju sezone osvaja svoj prvi trofej s Hajdukom, osvojivši Rabuzinovo sunce, ujedno i prvi Hajdukov trofej nakon devet godina. Od povratka u Hajduk bio je nazamjenjivi prvotimac sve do teške ozljede kuka u jesen 2022. godine, a nakon povratka od ozljede početkom sezone 2023./24., gubi mjesto u početnom sastavu zahvaljujući dobrim predstavama novopridošlih Zvonimira Šarlije i Filipa Uremovića. Svoj treći pogodak za Hajduk postiže 27. veljače 2024. godine, u utakmici četvrtfinala hrvatskog kupa protiv Varaždina. Elez je postigao četvrti pogodak na utakmici u visokoj pobjedi Hajduka od 5:0, a uz pogodak ubilježio je i asistenciju.
Dana 20. lipnja 2025. godine, Hajduk objavljuje kraj četverogodišnje suradnje s Elezom nakon što mu je istekao ugovor s klubom.

## Reprezentativna karijera
Igrao je za nekoliko mlađih uzrasnih kategorija hrvatske reprezentacije.

## Trofeji
Rijeka:
- Prva hrvatska nogometna liga (1): 2016./17.
- Hrvatski nogometni kup (1): 2016./17.

Hajduk Split:
- Hrvatski nogometni kup (2): 2021./22., 2022./23.

## Vanjske poveznice
- Profil, Hrvatski nogometni savez
- Profil, Soccerway (engl.)
- Profil, Transfermarkt (engl.)